# Круклянки (гміна)
Гміна Крукля́нки (пол. Gmina Kruklanki) — сільська гміна у північній Польщі. Належить до Гіжицького повіту Вармінсько-Мазурського воєводства.
Станом на 31 грудня 2011 у гміні проживало 3137 осіб.

## Територія
Згідно з даними за 2007 рік площа гміни становила 201.01 км², у тому числі:
- орні землі: 33.00 %
- ліси: 53.00 %

Таким чином, площа гміни становить 17.97 % площі повіту.

## Населення
Станом на 31 грудня 2011:
| Опис     | Загалом | Загалом | Чоловіки | Чоловіки | Жінки | Жінки |
| -------- | ------- | ------- | -------- | -------- | ----- | ----- |
| одиниця  | осіб    | %       | осіб     | %        | осіб  | %     |
| все      | 3137    | 100     | 1597     | 50.91    | 1540  | 49.09 |
| міське   | 0       | 100     | 0        |          | 0     |       |
| сільське | 3137    | 100     | 1597     | 50.91    | 1540  | 49.09 |

## Сусідні гміни
Гміна Круклянкі межує з такими гмінами: Бане-Мазурське, Видміни, Ґіжицько, Ковале-Олецьке, Позездже, Свентайно.